# Бандзё (река)
Бандзё (яп. 番匠川 бандзё:гава) — река в Японии на острове Кюсю. Протекает по территории префектуры Оита.
Исток реки находится у перевала Микуни (Микуни-Тоге), на территории деревни Хондзё (уезд Минамиамабе). Бандзё петляет по горным ущельям в восточном направлении, по пути в неё впадают реки Курусу, Исаки и прочие. Ниже она плавно извивается по равнине и протекает через город Саики, где в неё вливается приток Катата. Река впадает в залив Саики (佐伯湾, пролив Бунго).
Длина реки составляет 38 км, на территории её бассейна (464 км²) проживает около 54000 человек. Согласно японской классификации, Кикути является рекой первого класса.
Около 94 % бассейна реки занимает природная растительность, около 4 % — сельскохозяйственные земли, около 2 % застроено. Среднегодовая норма осадков в бассейне реки составляет 2200 мм.